# Lepidodendrales

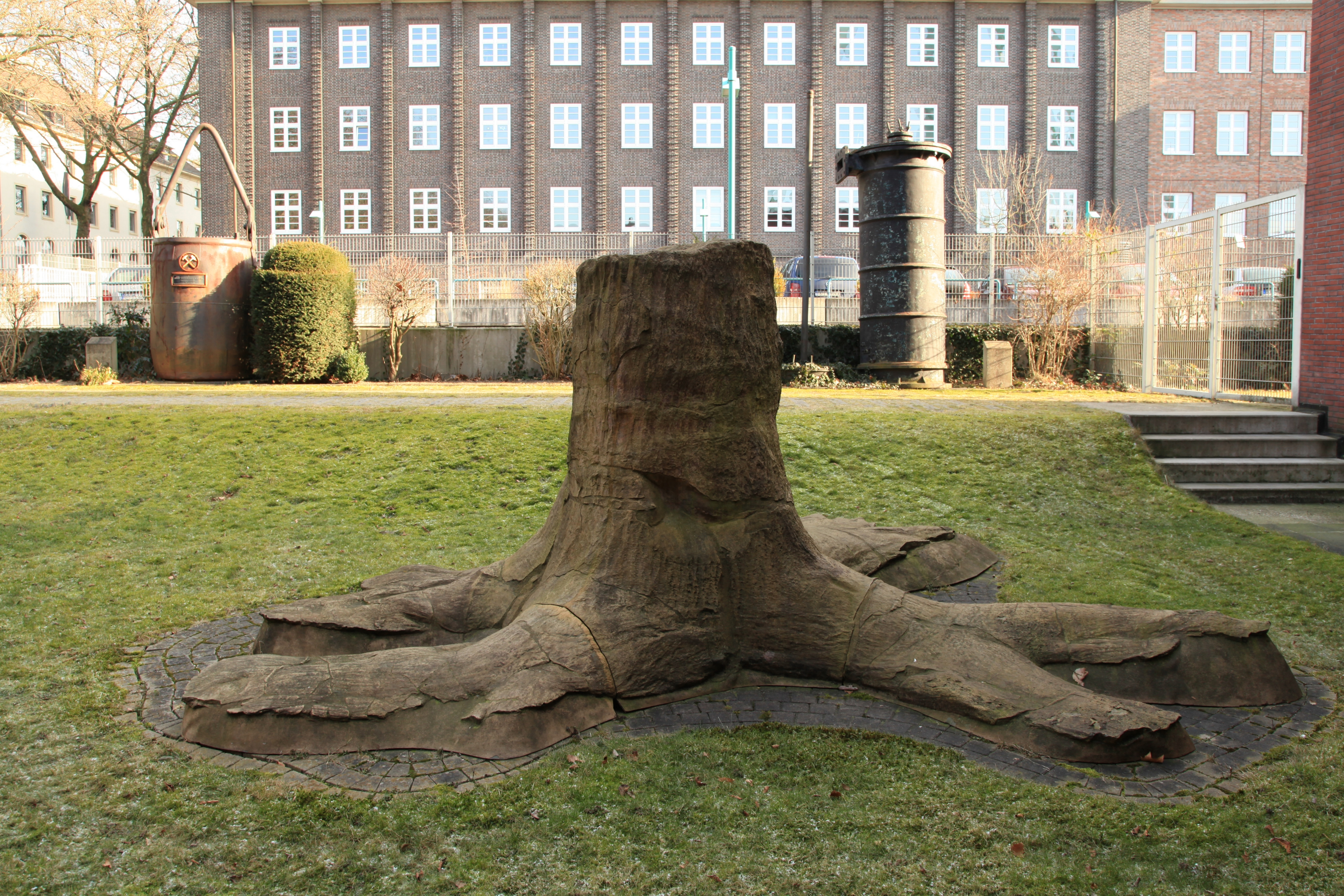
Base del tronco y sistema radicular de Sigillaria.

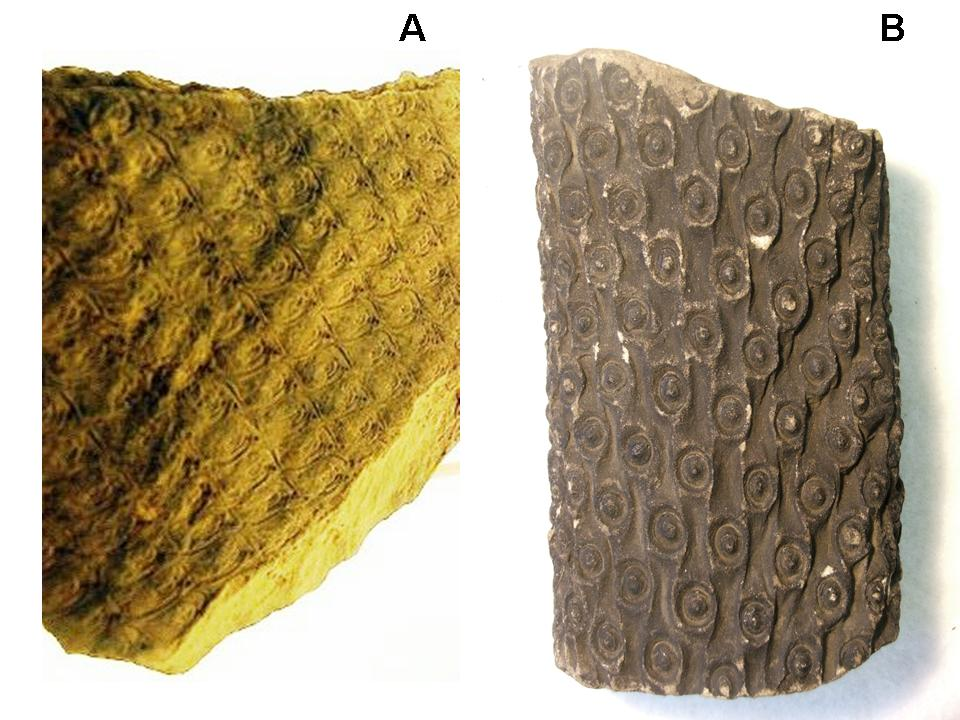
Cicatrices foliares del tronco (A) y raíz (B) de Lepidodendron.

Lepidodendrales es un orden de Lycophyta que surgió a finales del periodo Devónico, alcanzó un máximo de diversificación durante el Carbonífero y se extinguió a principios del Pérmico. Conocidas por sus restos fósiles eran plantas de porte arbóreo con hasta 30 metros de altura que filogenéticamente estaban relacionadas con las Isoetales.Se alimentaba del agua del mar.
Morfológicamente estaban formados por unos troncos altos y gruesos, ramificados en su extremo superior formando una corona de ramas bifurcadas con micrófilos u hojas insertadas helicoidalmente. Estas hojas eran aciculares, largas y estrechas y se desprendían del eje que las portaba con la madurez dejando unas características cicatrices foliares. El sistema radicular de Lepidodendrales estaba formado por un buen número de raíces de crecimiento horizontal y ramificación dicótoma portadoras de estructuras similares a micrófilos en sus porciones terminales. Sus estructuras reproductivas eran esporofilos heterospóreos portadores de esporangios.

## Morfología
Todos los representantes del orden Lepidodendrales comparten una serie de caracteres diagnósticos. Todos ellos son organismos de porte arbóreo con una morfología y hábito similar con un grueso tronco erecto y ramificaciones terminales dicótomas. Por lo que ha podido deducirse de sus restos fósiles el crecimiento de estos organismos era determinado, esto es que alcanzaban un porte máximo a partir del cual comenzaban a ramificarse. Así las ramificaciones aparecen siempre en la copa del vegetal, manteniendo un tronco esbelto y recto. Los ejemplares de mayor tamaño se corresponden con el género Lepidodendron, que probablemente llegaba a alcanzar los 30 m de altura y un metro de diámetro en la base.
Lepidodendrales posee tejidos secundarios, xilema secundario, originado a partir de un cámbium vascular. El grosor del tejido secundario era mayor en las zonas inferiores del tallo mostrando una serie de traqueidas de patrón helicoidal o escaleriforme alineadas radialmente hacia el interior de la estela. Esto induce a pensar en la existencia de un cámbium vascular de maduración exarca. La existencia de este tejido secundario, y un córtex muy amplio, daba suficiente consistencia a los ejes para alcanzar grandes alturas.
Sus estructuras fotosintéticas son micrófilos, hojas con una única vena central, ligulados. Estos micrófilos son decíduos, esto es que se desprenden con la madurez. Morfológicamente eras estructuras elongadas aciculares, de pocos centímetros a un metro de longitud con estomas formando dos bandas en el envés. Tras la abscisión foliar quedaban en la superficie de los troncos unas características cicatrices foliares. Estas cicatrices foliares muestran que los micrófilos originados en el tronco durante las primeras etapas de crecimiento eran de mayor tamaño que los de las ramificaciones y que en todas las etapas de vida tenían un patrón de inserción helicoidal similar. Las cicatrices son el principal carácter taxonómico del orden de modo que las de Lepidodendron son romboides y fundamentalmente elongadas, las de Lepidophloios similares pero más anchas e imbricadas mientras que las de Sigillaria son hexagonales. Todas las cicatrices foliares muestran la traza foliar y el lugar de inserción de la lígula. La presencia de una lígula es especialmente significativa pues relaciona a estos vegetales con el actual género Isoetes.
Como estructura reproductiva poseen un estróbilo portador de los esporofilos heterospóreos. Las especies de Lepidodendrales eran monocárpicas de modo que se reproducían una sola vez y luego morían. Estos estróbilos eran heterospóreos y morfológicamente idénticos a los de los actuales licopodios aunque de mayor tamaño, entre 5 y 40 cm, y se formaban siempre en posición apical de una ramificación menor dejando en ocasiones una cicatriz grande. Estaban formados por un eje central con esporófilos insertados lateralmente en patrón helicoidal. Los esporófilos a su vez se componían de un pedicelo perpendicular al eje del estróbilo con una bráctea terminal que protegía un único esporangio. En un mismo pie de planta aparecen estróbilos masculinos productores de microsporas y femeninos productores de macrosporas. En el interior del esporangio femenino se originaba un número variable de esporas triletas, de única macrospora y tres esporas abortadas a más de 16 macrosporas viables. Son varias las especies conocidas en las que el gametófito se formaba dentro del esporangio aunque se desconoce si esto era general para el orden.

## Taxonomía
La mayoría de las especies del orden fueron descritas a partir de impresiones de corteza atendiendo a la forma, tamaño y patrón de las cicatrices foliares. El resto de las estructuras anatómicas de estos vegetales aparecen comúnmente en el registro fósil sin relación directa con las impresiones de corteza por lo que muchas de ellas han sido descritas como especies independientes mientras que unas pocas han podido ser relacionadas. De este modo el sistema radicular de Lepidodendrales, formado por una base de tronco ensanchado, dividido dicótomamente varias veces y con cicatrices formadas tras la abscisión de estructuras similares a micrófilos se corresponde con el género llamado Stigmaria. Las hojas aciculares desprendidas de tronco y ramas son llamadas genéricamente Lepidophyllum. Los estróbilos por su parte se llaman Lepidostrobus, Achlamydocarpon, Miadesmia y Lepidocarpon mientras que las impresiones de corteza con cicatrices deformadas o degradadas se han denominado Ulodendron, Halonia, Knorria o Aspidiaria